# Sandra Uve
Sandra Valencia, nombre artístico de Alejandra Villanueva (Barcelona, 1972) es una ilustradora, divulgadora científica, guionista, escritora, conocida desde 2017 por la divulgación científica sobre el rol de las mujeres en la ciencia, una actividad que ha sido reconocida con el premio Creu Casas otorgado por el Instituto de Estudios Catalanes el 2021.

## Trayectoria

### Historietista y periodista

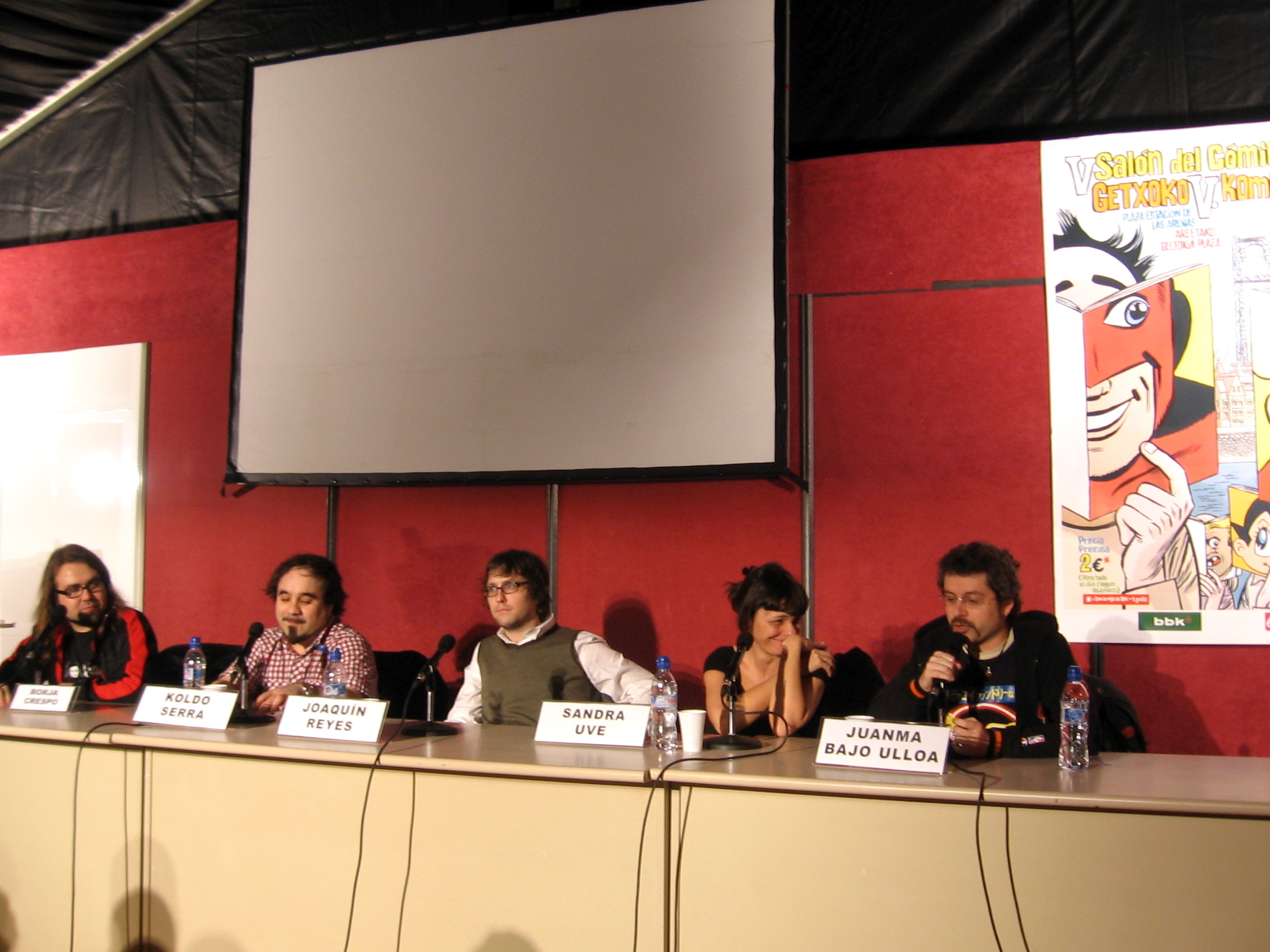
Borja Crespo, Koldo Serra, Joaquín Reyes, Sandra Uve y Juanma Bajo Ulloa en la ed. del 2006 del Salón del Cómic de Getxo.

Licenciada en artes plásticas y diseño en ilustración (LOE) por la Escuela de Artes y Oficios de Barcelona, inició su carrera dentro del cómic como ilustradora y creadora de historietas para fanzines autoeditados, como «Annabel Lee» Premio 14º Salón Internacional de Cómic de Barcelona, y «Ponnette». Posteriormente empezó a trabajar de forma profesional como ilustradora, escritora y periodista. Colaboró en multitud de medios de comunicación como La Vanguardia, Més jove (La Vanguardia), El Periódico de Catalunya, Time Out, Diario Metro, Playboy, Primera Línea, Man, Woman, [GQ], Men´s Health, y Rolling Stone. En este periodo mantiene algunas colaboraciones con revistas alternativas como Nosotros somos los muertos (1996), una revista aparecida en respuesta de la guerra de Bosnia, o un número extraordinario de Bardin baila con la más fea (2000) con otros treinta colaboradores.
Como escritora, en la década del 2000 publicó tres novelas gráficas: 621 KM, recopilación de sus trabajos a cargo del editor Doble Dosis; Los Juncos, una autobiografía de carácter intimista de su juventud; y Hora Zulú (2013), un libro de historietas para el público joven.
En 2009 publica su primer libro ilustrado, Pónme la mando aquí, una novela donde aborda la sexualidad femenina a partir de las conversaciones entre la protagonista y sus amigas. La obra es una mirada abierta y desacomplejada del tema y supone un reconocimiento de la mujer como sujeto principal, un elemento que l'autora potenciará años es tarde.

### Cine y Televisión
Como directora de cine ha dirigido 2 películas y un documental:
- 1999: Ángel de noche.
- 2003: 616DF, El diablo Español vs Las luchadoras del este.
- 2005: Formula X.

También presentó en Canal+ el programa Mundo X (2009).

### Prensa
Como colaboradora televisiva, guionista y directora ha intervenido en Nada que perder (Paramount Comedy), 52 (Localia) y, entre 2008-2012, colaboró semanalmente en el programa de radio "Extraradi" de COMRadio, reseñando cultura y subcultura, especialmente centrado en novela gráfica.
Ha colaborado en la app educativa The Irregular Project.

### Divulgación
Después de la participación en Extrarradio y de su última publicación, a partir del 2013 reorientó su actividad hacia las exposiciones y la divulgación, con talleres para niños y exposiciones, dejando de banda la publicación.

#### Museos y centros de arte
Su obra pictórica fue expuesta en diferentes bibliotecas y museos como Francesca Bonnemaison y el Centro de Artes Santa Mònica de Barcelona bajo el título de Quadròptica (2014). El septiembre de 2016, Sandra Uve formó parte del proyecto "Presentes: autoras de tebeo de ayer y de hoy", una exposición organizada por el Colectivo de Autoras de Cómic a petición de la Agencia Española de Cooperación Internacional para el Desarrollo (AECID). Una exposición itinerante con dimensión internacional que visitó por Roma (2016), Bangkok, Perú, Honduras, El Salvador y Berlín (2017).
En octubre del 2017, fue invitada a formar parte de la exposición colectiva Ink of Dracula - A Comic Tribute, comisariada por Borja Crespo, dentro de la programación del Festival Internacional de cine fantástico de Cataluña, celebrado en Sitges.

#### Super Women, Super Inventors
El 2015 recupera la figura de la mujer como elemento central y después de un trabajo de investigación crea una colección sobre mujeres inventoras de la historia. De los más de 3.000 casos que ha inventariado, ha llegado a documentar cerca de 300 mujeres inventoras con patentes certificadas. Publicadas originalmente en su cuenta de Instagram, son la semilla de su actividad de divulgación científica que empezó a partir de 2017. Con veinticinco acuarelas obra de Sandra Uve organizó la primera exposición en la Biblioteca Francesca Bonnemaison de Barcelona bajo el nombre de Super Women, Super Inventors.  Durante el recorrido de la exposición, el espectador podía descubrir y conocer las 25 mujeres que con sus inventos cambiaron la historia. Entre 2017 y 2022, con la producción del Servicio de Bibliotecas de la Diputación de Barcelona, la exposición se convirtió en itinerante y pasó por más de un centenar de bibliotecas y centros formativos de la provincia de Barcelona. Durante la Semana de la Ciencia en Cataluña de 2018 se hizo una exposición de dibujos en el Cosmocaixa de Barcelona.
El proyecto de divulgación científica se ha difundido mediante otros patrocinadores y nombres como, Explora:Descubriendo Inventoras, que Cosmocaixa llevó el 2019 en Zaragoza, Palma, Gerona, Tarragona y Lérida; Descubriendo Científicas, a la Mancomunidad de Pamplona. También ha desarrollado exposiciones con contenido temático como Mujeres del Mar, sobre biólogas marinas y activistas medioambientales por encargo del Servicio de Bibliotecas el 2022, o Mujeres  Singulares, sobre ingenieras de sistemas domésticos e industriales, encargada por el Institut d'Estudis Catalans el 2021.
De su contacto con la Red de Bibliotecas Municipales de la Diputación de Barcelona, realizó talleres de Ciencia, de Mujeres Artistas, Sostenibilidad y Medio Ambiente y Cómic Autobiográfico a más de 100 bibliotecas de la provincia de Barcelona dentro del marco del proyecto Bibliolab.
Dentro del proyecto de mujeres inventoras el febrero del 2018, se publicó el libro Supermujeres, Superinventoras. Ideas brillantes que transformaron nuestra vida, de la Editorial Planeta. El libro se destina en las escuelas y centros educativos del país. Desde entonces han continuado los talleres formativos a niñas y niños y proyectos escolares.

## Premios y nominaciones
- 1998: premio a la mejor revista Annabel Lee por el Salón Internacional del Cómic de Barcelona.[37]
- 2021: premio Creu Casas del Instituto de Estudios Catalanes", por su tarea visibilitzadora de mujeres de ciencia y tecnología de todas las épocas y por haber acontecido una generadora de modelos y referentes para chicos y chicas".[38]